# Lucie Voňková
Lucie Voňková (Teplice, 1992. február 28. –) cseh női válogatott labdarúgó, jelenleg a holland bajnokságban szerepel, az Ajax Amszterdam támadója.

## Pályafutása
Szülővárosában az FK Teplice együttesénél kezdte pályafutását, innen igazolt a fővárosi Slavia keretéhez, melynek színeiben lehúzott hat szezonja alatt 99 mérkőzésen 59 alkalommal talált be ellenfelei hálójába.
Remek teljesítménye a hazai bajnokság legeredményesebb csapatának figyelmét is felkeltette, így a helyi rivális Sparta Praha-hoz szerződött. 2013-ban az első és egyetlen Spartaban töltött szezonjában bajnoki címet és kupagyőzelmet szerzett.
A bajnokság végével új kihívást keresve a német élvonalbeli FCR 2001 Duisburghoz került, azonban a csapatnál uralkodó anyagi problémák teljesítményére is hatással voltak. A 2014-es évadot az FCR csapatának jogutódjánál az MSV-nél töltötte, de nem sikerült jobb szezont produkálnia, mindössze egy találat szerepelt a neve mögött a bajnokság végén.
2015-ben elfogadta az FF USV Jena ajánlatát. Az új környezetnek, valamint a nyugodt körülményeknek köszönhetően újra gólokat lőtt és 35 meccsen 12 találatot jegyzett.
A Bayern München 2017-ben kétéves szerződést kötött Voňkovával. Első évében 5 gólt szerzett 22 mérkőzésen, a második szezonját a müncheniek B csapatában játszotta végig és 6 meccsen 5-ször volt eredményes.
2019. május 23-án két évre kötelezte el magát az Ajaxhoz.

## Sikerei

### Klub
Cseh bajnok (1):
- Sparta Praha (1): 2012–13

 Cseh kupagyőztes (1): 
- Sparta Praha (1): 2013

 Német bajnoki ezüstérmes (2):
- Bayern München (2): 2017–18, 2018–19

 Német kupadöntős (1): 
- Bayern München (1): 2018

### Egyéni
- Az év játékosa (2): 2016, 2017

## Statisztikái
| Sorozat              | Dátum      | Helyszín                 | Ellenfél        | Gól | Eredmény | Forrás |
| -------------------- | ---------- | ------------------------ | --------------- | --- | -------- | ------ |
| Barátságos mérkőzés  | 2010–11–26 | Győr, ETO Park           | Magyarország    | 1   | 3–4      | [ 4 ]  |
| 2015-ös vb-selejtező | 2013–10–26 | Sztrumica                | Észak-Macedónia | 2   | 8–0      | [ 5 ]  |
| 2015-ös vb-selejtező | 2013–11–27 | Fuenlabrada              | Spanyolország   | 1   | 3–2      | [ 6 ]  |
| 2015-ös Ciprus-kupa  | 2015–03–03 | Paralimni                | Belgium         | 1   | 2–2      | [ 7 ]  |
| 2017-es Eb-selejtező | 2015–04–09 | Viseu                    | Portugália      | 2   | 0–4      | [ 8 ]  |
| 2017-es Eb-selejtező | 2016–06–07 | Jablonec                 | Észak-Írország  | 1   | 3–0      | [ 9 ]  |
| 2017-es Eb-selejtező | 2016–09–20 | Vercelli                 | Olaszország     | 1   | 3–1      | [ 10 ] |
| 2019-es vb-selejtező | 2017–09–14 | Tórshavn                 | Feröer          | 1   | 0–8      | [ 11 ] |
| 2019-es vb-selejtező | 2017–10–20 | Domžale                  | Szlovénia       | 1   | 0–4      | [ 12 ] |
| 2019-es vb-selejtező | 2018–06–12 | Chomutov                 | Feröer          | 1   | 4–1      | [ 13 ] |
| 2021-es Eb-selejtező | 2019–08–30 | Chișinău, Zimbru Stadion | Moldova         | 1   | 0–7      | [ 14 ] |
| 2021-es Eb-selejtező | 2019–10–08 | Prága, Ďolíček Stadion   | Spanyolország   | 1   | 1–5      | [ 15 ] |
| 2021-es Eb-selejtező | 2019–11–07 | Baku, Bayil Arena        | Azerbajdzsán    | 2   | 0–4      | [ 16 ] |

## Magánélete
2018. október 3-án házasodott össze élettársával, a korábbi holland válogatott labdarúgó Claudia van den Heiligenberggel.